# Філіпп Лакос
Філіпп Лакос (нім. Philippe Lakos; 19 серпня 1980, м. Відень, Австрія) — австрійський хокеїст, захисник. Виступає за «В'єнна Кепіталз» в Австрійській хокейній лізі. 
Вихованець хокейної школи ЕВ «Вінер». Виступав за «Toronto St. Michael’s Majors» (ОХЛ), «Джексонвілл Лізард-Кінгс» (ECHL), «Толедо Сторм» (ECHL), «Флорида Еверблейдс» (ECHL), «Редінг Роялс» (ECHL), «Огаста Лінкс» (ECHL), «Арканзас РіверБлейдс» (ECHL), «В'єнна Кепіталз», ХК «Інсбрук».
У складі національної збірної Австрії учасник чемпіонатів світу 2003, 2004, 2005, 2006 (дивізіон I), 2007, 2008 (дивізіон I), 2009 і 2011. У складі молодіжної збірної Австрії учасник чемпіонатів світу 1999 (група C) і 2000 (група C). У складі юніорської збірної Австрії учасник чемпіонату Європи 1997 (група C). 
Брат: Андре Лакос.
Досягнення
- Чемпіон Австрії (2005).